# 一条町 (名古屋市)
一条町（いちじょうちょう）は、愛知県名古屋市南区の地名。

## 歴史

### 沿革
- 1946年（昭和21年）4月10日 - 南区豊田町の一部により、同区一条町が成立[3]。
- 1948年（昭和23年）1月1日 - 南区豊田町の一部を編入する[3]。
- 1985年（昭和60年）11月3日 - 全域が南区明治一丁目に編入され消滅[3]。